# Doratura rusaevi
Doratura rusaevi är en insektsart som beskrevs av Kusnezov 1928. Doratura rusaevi ingår i släktet Doratura och familjen dvärgstritar. Inga underarter finns listade i Catalogue of Life.